# Podlesie (obwód tarnopolski)
Podlesie, dawniej Podleszy (ukr. Підлісся, Pidlissia) – wieś na Ukrainie, w obwodzie tarnopolskim, w rejonie buczackim. Obok miejscowości przechodzi droga terytorialna T2001.
Wieś wchodzi w skład rady wiejskiej z siedzibą w Podzameczku.
Nieczynny obecnie cmentarz w Podlesiu znajduje się przy drodze terytorialnej T2001.

## Historia
W latach 1858, 1859, 1860 wieś wchodziła w skład powiatu (niem. bezirk) Budzanów w obwodzie czortkowskim, właścicielem dóbr ziemskich Podlesie był Meliton Pieńczykowski.
Po zakończeniu I wojny światowej, od listopada 1918 roku do lata 1919 roku Podlesie znajdowało się w Zachodnioukraińskiej Republice Ludowej.
W Podlesiu mieszkali Michał i Genowefa Dukiewiczowie, polskie małżeństwo które w 1944 roku udzieliło schronienia żydowskim braciom - Jachielowi, Samuelowi i Henrykowi Rosenom. W 1983 roku Dukiewiczowie zostali uznani przez Instytut Jad Waszem za Sprawiedliwych wśród Narodów Świata.

## Ludzie urodzeni we wsi
- Łesia Maćkiw (pseud. Łesia Gorlicka) – ukraińska piosenkarka (śpiewa m.in. piosenki łemkowskie), nauczycielka.[potrzebny przypis]